# Drusilasaura
Drusilasaura (лат.) — род завроподных динозавров из клады Lognkosauria группы титанозавров, известный по ископаемым остаткам из верхнемеловых отложений (верхний сеноман — турон, 99,6—89,3 млн лет назад) на территории современной провинции Санта-Крус (Аргентина). Голотип MPM-PV 2097 / 1 2097/19 содержит в себе частичный скелет, в том числе четыре спинных позвонка, крестцовые позвонки и хвостовые позвонки, части левой лопатки, фрагменты спинных рёбер и другие фрагменты. Остатки обнаружены в формации Bajo Barreal Formation, недалеко от María Aike Ranch. Впервые описан палеонтологами César Navarrete, Gabriel Casal и Rubén Martínez в 2011 году. Типовой и единственный вид — Drusilasaura deseadensis.
По кладистическому анализу, проведённому авторами таксона, Drusilasaura относится к группе Titanosauria в составе клады Lognkosauria, что делало его старейшим известным членом клады. В 2014 году другая группа учёных во главе с González Riga изменила положение рода, поместив его напрямую в кладу Lithostrotia. Carballido et al. (2017) и González Riga et al. (2018) вернули таксон в состав Lognkosauria.